# Кастеланета
Кастеланета (итал. Castellaneta) је насеље у Италији у округу Таранто, региону Апулија.
Према процени из 2011. у насељу је живело 14333 становника. Насеље се налази на надморској висини од 218 м.

## Становништво
| 1931.  | 1936.  | 1951.  | 1961.  | 1971.  | 1981.  | 1991.  | 2001.  | 2011.  |
| ------ | ------ | ------ | ------ | ------ | ------ | ------ | ------ | ------ |
| 10.162 | 10.424 | 14.120 | 15.122 | 15.339 | 15.555 | 17.294 | 17.393 | 17.125 |